# Mecynotarsus elegans
Mecynotarsus elegans is een keversoort uit de familie snoerhalskevers (Anthicidae). De wetenschappelijke naam van de soort is voor het eerst geldig gepubliceerd in 1875 door LeConte.